# Haitham Tambal
Haytham Kamal Tambal (ur. 28 listopada 1978 w Chartumie) – piłkarz sudański grający na pozycji napastnika.

## Kariera klubowa
Piłkarską karierę Tambal rozpoczął w klubie Al-Hilal Omdurman. Swój pierwszy sukces osiągnął z nim w 1998 roku, gdy wywalczył swoje pierwsze mistrzostwo Sudanu, a w 1999 powtórzył ten sukces. Natomiast rok później zdobył pierwszy w karierze Puchar Sudanu. Z kolei w 2003 roku po raz drugi został mistrzem kraju, a w 2004 roku sięgnął po dublet. Zdobycie prymatu w kraju powtarzał z klubem z Omdurmanu przez kolejne lata aż do roku 2006.
Latem 2006 Tambal wyjechał do Republiki Południowej Afryki i został zawodnikiem Orlando Pirates z Johannesburga. Nie przebił się jednak do podstawowego składu i zaliczył tylko jeden występ w pierwszej lidze. W 2007 wrócił do Sudanu i podpisał kontrakt z drużyną Al-Merreikh z Omdurmanu.

## Kariera reprezentacyjna
W reprezentacji Sudanu Tambal zadebiutował w 2003 roku. W 2000 roku został powołany przez selekcjonera Mohameda Abdallaha do kadry na Puchar Narodów Afryki 2008. Jest najlepszym strzelcem w historii reprezentacji Sudanu.